# Sim Chebbi
Sim Chebbi – tunezyjski zapaśnik walczący w stylu wolnym. Brązowy medalista mistrzostw Afryki w 2008 roku.